# چار دهالسوار
چار دهالسوار (به لاتین: Char Dhaleswar) یک روستا در بنگلادش است که در استان باریسال و در ناحیه باریسال واقع شده است.